# Tót Népköztársaság
A Tót Népköztársaság, vagy Kelet-Szlovák Köztársaság az Osztrák–Magyar Monarchia felbomlásakor létrejött rövid életű államok egyike volt a mai Szlovákia keleti részén, Kassa központtal.

## Története
A „népek önrendelkezési jogát” hirdető antantpropaganda és a wilsoni elvek hatására Dvortsák Győző (1878–1943) levéltárnok Kassán kiáltotta ki a független köztársaságot. Eredetileg Eperjesen, 1918. október 30-án jelentették volna be a köztársaság létrejöttét, mivel ők nem egy csehek vezette államban kívántak élni. A köztársaság Abaúj-Torna és Zemplén vármegyére terjedt ki. Az államnak az antantbarát Károlyi-kormánnyal való kapcsolata ismeretlen, diplomáciai tárgyalásokra nem került sor. A Felső-Vág völgyéből az Olasz Légió 6. és 7. hadosztálya és az olasz parancsnokok vezette cseh hadsereg december 12-én indult a frissen függetlenedett állam birtokbavételére. December 24-én Fernand Vix francia alezredes, az antant budapesti misszióvezetője jegyzékében szólította föl a Károlyi-kormányt csapatainak kivonására a Felvidékről. December 29-én František Schöbl cseh ezredes csapatainak kassai bevonulásával megszűnt a Tót Népköztársaság.
A Kelet-Szlovák Köztársaság elfoglalása után Dvortsákot a csehek halálra ítélték, de a kassai tanács többi tagjával együtt Varsóba menekült. Dvortsák az 1920-as nemzetgyűlési választásokon Nyíregyháza párton kívüli képviselőjeként politizált az elszakított tótság nevében, majd tiltakozást szervezett a trianoni békediktátum aláírásakor.

## Utóélete
Csehszlovákia felbomlásakor a felvidéki magyarok és egyes, magukat tótnak vallók kezdeményezték egy autonóm tartomány létrehozását. A többszöri kezdeményezést a szlovák kormány mindig elutasította, de a mindennapi politizálás révén van képviseltségük a szlovák parlamentben.[forrás?]